# Daniel Rouan
Daniel Rouan, né le 21 septembre 1950, est un astrophysicien français. Daniel Rouan est directeur de recherche émérite au CNRS.  Il a été élu à l'Académie des sciences en 2005.

## Biographie
Daniel Rouan, ancien élève de l'École normale supérieure (1970-1974), agrégé de sciences physiques (1974), docteur es sciences (1982), est directeur de recherche émérite CNRS au sein du LESIA, laboratoire spatial de l'Observatoire de Paris, où il a conduit l'essentiel de sa carrière.

## Travaux scientifiques
Il a centré sa recherche instrumentale sur le développement de l'astronomie infrarouge en France, au sol et dans l'espace et plus particulièrement sur l'imagerie à haute résolution angulaire et à haut contraste en contribuant au développement de l'optique adaptative qui corrige des effets néfastes de la turbulence atmosphérique et de la coronographie stellaire qui permet de masquer la lumière d'une étoile pour mieux distinguer son environnement planétaire. Il est l'inventeur du coronographe à quatre quadrants, installé sur plusieurs instruments de télescopes au sol ou dans l'espace.
Impliqué dans le développement de plusieurs projets spatiaux (ISO, CoRoT, JWST) ou d'instruments pour les très grands télescopes au sol (VLT-NAOS, VLT-SPHERE), il utilise ces techniques pour découvrir et étudier des exoplanètes : il est ainsi co-découvreur d'une quarantaine de planètes extrasolaires, dont Corot-7b la première exoplanète rocheuse détectée, ainsi que la planète géante imagée directement autour de l'étoile beta Pictoris.
Il étudie également la physique du milieu interstellaire,,,, et circumstellaire, les régions de formation intensive d'étoiles et l'environnement des noyaux actifs de galaxies. En particulier au centre de la Voie Lactée, au sein d'une équipe internationale, il a apporté la preuve définitive de l'existence d'un trou noir ultra-massif de 4 millions de fois la masse du soleil,.
Il a fondé le concept d'optique diophantienne dont plusieurs déclinaisons ont pu être testées et validées. Il a publié plus de 470 articles dont 215 dans des journaux de rang A et est co-auteur de plusieurs ouvrages : 
- L'observation en astronomie, Pierre Léna, Daniel Rouan, François Lebrun, François Mignard, Didier Pelat, Ellipses (2009)
- Éditeur de la section Astrophysique de l’Encyclopedia of Astrobiology (Springer) - 2010 – 2018 et de la section Exoplanètes de la nouvelle édition
- Observational astrophysics, Pierre Léna, Daniel Rouan, François Lebrun, François Mignard, Didier Pelat, Laurent Mugnier, Stephen Lyle, Springer (2012)
- Rédacteur en chef de Observation of Black holes and extreme gravitational events, Elsevier

## Honneurs et distinctions
- Médaille Camille Flammarion, Société Astronomique de France 1982
- Prix Alexandre Joannidès de l’Académie des Sciences 2004
- Membre élu de l’Académie des sciences en 2005[1]
- Vice-président de la fondation La Main à la Pâte : 2013-2014
- Président de la fondation La Main à la Pâte : depuis 2014[20]
- Directeur de l’École Doctorale d’Astronomie-Astrophysique d’Île-de-France : 2008- 2013
- Membre du jury de prix divers (Joliot-Curie, Académie des sciences, la Recherche, etc.)
- Chevalier de la Légion d'honneur, 14 juillet 2019[21].